# Цоколь

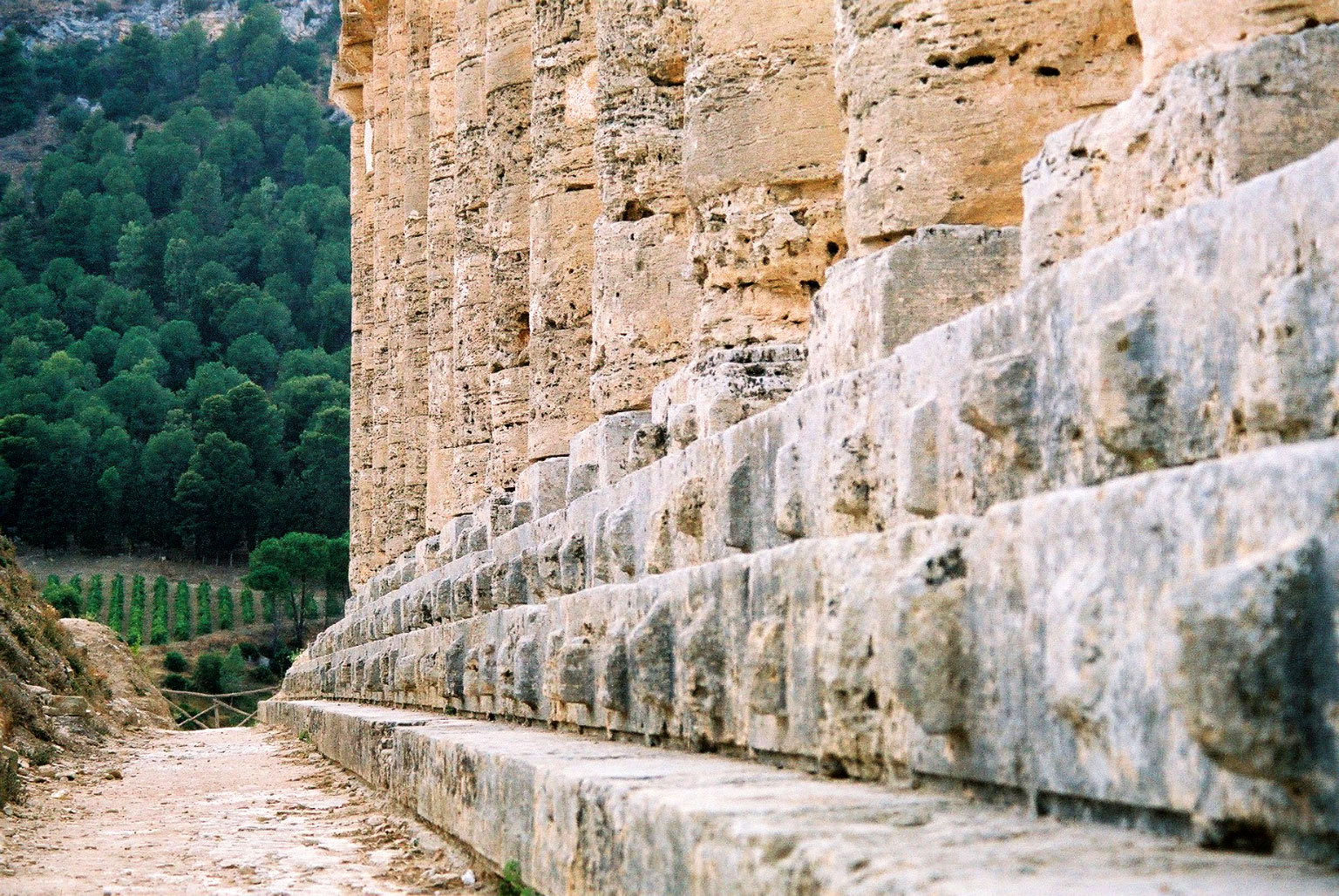
Традиційний триступінчастий цоколь-стилобат доричного храму в Сегесті

Цо́коль (від італ. zoccolo, дос. «черевик на дерев'яній підошві») — нижня частина зовнішньої стіни будинку, споруди, пам'ятника або колони, що належить фундаменту. Цоколь зазвичай дещо виступає. Його оформлюють рустом, профілями, декоративним оздобленням.